# Éther de cellulose
Un éther de cellulose est un polymère artificiel dérivé de la cellulose. Il appartient à la famille des polymères cellulosiques. 

## Synthèse
Les groupements hydroxyles (-OH) de la cellulose peuvent réagir partiellement ou totalement avec différents réactifs chimiques pour donner les éthers de cellulose (-OR). Selon le type d'éther de cellulose recherché, les réactifs sont des halogénoalcanes, des époxydes ou des acides carboxyliques halogénés.

## Types
Le tableau suivant présente les trois principales familles d'éthers de cellulose, le type de réactif donnant chacune de ces familles ainsi que des exemples de chaque famille. Chaque exemple est suivi par le nom du réactif utilisé pour sa synthèse ainsi que par la fonction qui substitue la fonction hydroxyle.
| Famille      | Réactif                        | Exemple                                   | Réactif              | Groupe R = H ou :     | Abréviation selon la norme EN ISO 1043-1 |
| ------------ | ------------------------------ | ----------------------------------------- | -------------------- | --------------------- | ---------------------------------------- |
| Alkyl        | Halogénoalcane                 | Méthylcellulose                           | Chlorométhane        | -CH3                  | MC                                       |
| Alkyl        | Halogénoalcane                 | Éthylcellulose                            | Chloroéthane         | -CH2CH3               | EC                                       |
| Hydroxyalkyl | Époxydes                       | Hydroxyéthyl cellulose (en) (HEC)         | Oxyde d'éthylène     | -CH2CH2OH             |                                          |
| Hydroxyalkyl | Époxydes                       | Hydroxypropyl cellulose (en) (HPC)        | Oxyde de propylène   | -CH2CH(OH)CH3         |                                          |
| Hydroxyalkyl | Époxydes                       | Hydroxyéthyl méthyl cellulose (en) (HEMC) |                      | -CH3 ou -CH2CH2OH     |                                          |
| Hydroxyalkyl | Époxydes                       | Hydroxypropyl méthyl cellulose (HPMC)     |                      | -CH3 ou -CH2CH(OH)CH3 |                                          |
| Carboxyalkyl | Acides carboxyliques halogénés | Carboxyméthylcellulose                    | Acide chloroacétique | -CH2COOH              | CMC                                      |

Le carboxyméthyl cellulose est généralement utilisé sous forme de sel de sodium, le carboxyméthylcellulose sodique (NaCMC). Ce produit peut être réticulé pour donner le Croscarmellose de sodium (en).

## Propriétés
Les propriétés des éthers de cellulose varient avec le groupe de substitution du groupement hydroxyle, le degré de substitution et le degré de polymérisation de la molécule. La majorité des éther de cellulose sont solubles dans l'eau.

## Applications
Les éthers de cellulose sont selon leurs propriétés employés dans divers domaines industriels. Même s'ils sont introduits dans de faibles proportions (quelques pourcents en poids), ils modifient significativement les propriétés des matériaux. On les utilise pour contrôler la viscosité d'un milieu, en tant qu'épaississants ou bien gélifiants par exemple dans l'industrie alimentaire, dans l'industrie pharmaceutique, dans les peintures et les colles ou encore dans les cosmétiques. Ils servent aussi d'émulsifiants dans l'industrie alimentaire ou les laques. Ils permettent également d'alléger certains matériaux plastiques. Ils sont aussi utilisés comme rétenteurs d'eau dans les matériaux cimentaires. Enfin on les utilise comme colloïdes protecteurs ou pour réguler la taille des micelles dans les polymérisations en suspension.

## Source
- Comprehensive Cellulose Chemistry, D. Klemm, B. Philipp, T. Heinze, U. Heinze, W. Wagenknecht, Wiley-VCH 1998.